# Federación Popular de Mujeres de Villa El Salvador
La Federación Popular de Mujeres de Villa El Salvador (FEPOMUVES) es la primera organización peruana que reúne a colectivos y asociaciones de mujeres para abordar problemáticas afines de forma transversal.  Fue fundada el 12 de diciembre de 1983 en el distrito de Villa El Salvador en la ciudad de Lima, una de sus representantes más reconocidas fue la fallecida líder social María Elena Moyano.

## Historia
La FEPOMUVES fue constituida en diciembre de 1983, tras la realización de la primera convención de mujeres en el distrito de Villa El Salvador, en Lima, Perú. En sus inicios, la organización estuvo conformada por setenta clubes de mujeres, quienes buscaban articular sus esfuerzos en torno a la mejora de las condiciones de vida a nivel local.
En 1984, Moyano fue elegida como presidenta de la federación, cargo que desempeñó hasta 1990. Durante este periodo, la organización promovió activamente iniciativas orientadas a mejorar la nutrición infantil y el acceso a servicios básicos.En 1986, impulsaron el programa de radio Caminando Juntas para difundir la agenda de las mujeres en el distrito y presentaron ante el entonces alcalde de Villa El Salvador, Michael Azcueta, una solicitud para la transferencia del Programa del Vaso de Leche a manos de la federación. La transferencia se concretó el 8 de marzo de 1987, lo que permitió a las mujeres organizar y distribuir directamente los recursos alimentarios otorgados como encabezar el rol de empadronamiento permanente para la actualización constante de los usuarios del Programa del Vaso de Leche.
Durante ese año también se inició la construcción del local de la Casa de la Mujer, paralelamente se manifestaron en pro de los comedores populares y la atención de 24 horas en los centros de salud. Además, impulsaron la creación de promotoras legales en colaboración con el Movimiento Manuela Ramos. Esta iniciativa permitió capacitar a mujeres del distrito para brindar asesoría legal a otras mujeres, especialmente en casos de violencia de género y derechos familiares.

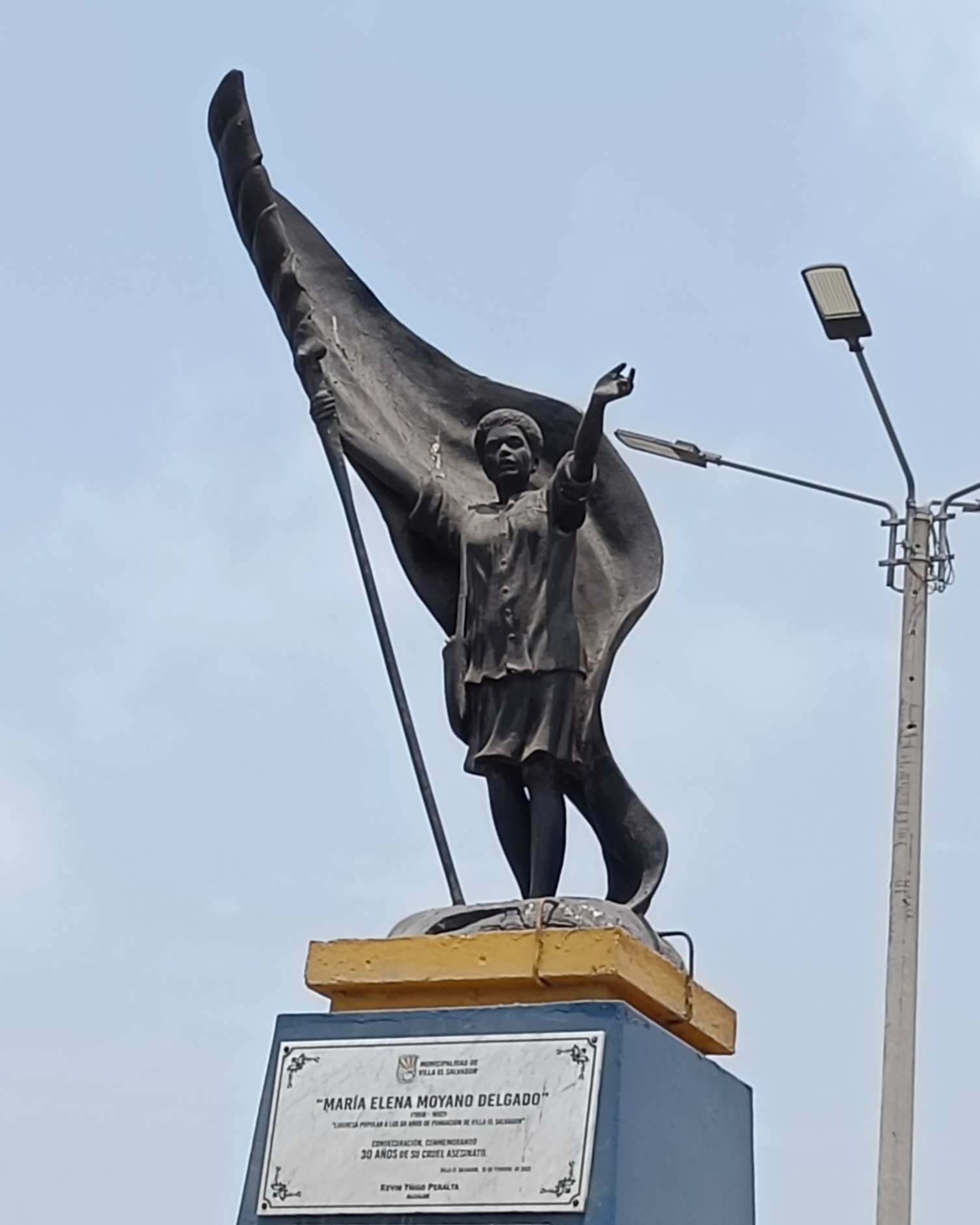
Monumento a María Elena Moyano

Sus primeros años de trabajo se desarrollaron durante el periodo reconocido como conflicto armado interno, en el cual la federación y sus integrantes fueron víctimas de constantes amedrentamientos por presentar una opción alternativa a la propuesta por grupos subversivos. Entre los hechos que marcaron su historia se encuentran las amenazas de Sendero Luminoso contra las integrantes de FEPOMUVES como los atentados hacia sus locales; siendo el suceso más impactante el asesinato de María Elena Moyano el 15 de febrero 1992.
Pese a los hechos críticos de su pasado la federación ha logrado articular alianzas con distintas ONG, promover la generación de leyes por los derechos de las poblaciones vulnerables y en defensa de los derechos de las mujeres del distrito. Su modelo ha sido trasladado a otros distritos de Lima como Villa María del Triunfo y a otras regiones del Perú como Cusco, Piura, Ica y otros.

## Reconocimientos
- En 2023, la Municipalidad de Villa el Salvador reconoció a la FEPOMUVES por su labor en beneficio de la comunidad y por mantener la memoria de María Elena Moyano.[12]

## Presidentas de la FEPOMUVES
La FEPOMUVES ha tenido distintas dirigencias desde su inicio. Entre ellas se encuentran: 
| Nombre             | Periodo   |
| ------------------ | --------- |
| Erlinda Muñoz      | 1983-1985 |
| María Elena Moyano | 1986-1988 |
| María Elena Moyano | 1988-1990 |